# Somerton (Oxfordshire)
Somerton is een civil parish in het bestuurlijke gebied Cherwell, in het Engelse graafschap Oxfordshire met 305 inwoners.